# Julio César Vidal Ortiz
Julio César Vidal Ortiz (Tierrata, 19 de junho de 1944) é um ministro católico romano e bispo emérito de Cúcuta.
Julio César Vidal Ortiz foi ordenado sacerdote em 7 de abril de 1973.
O Papa João Paulo II o nomeou Prelado do Alto Sinú em 16 de dezembro de 1993. Dom Paolo Romeo, núncio apostólico na Colômbia, concedeu sua consagração episcopal em 18 de fevereiro do ano seguinte; Os co-consagrantes foram Carlos José Ruiseco Vieira, Arcebispo de Cartagena, e Ramón Darío Molina Jaramillo OFM, Bispo de Montería.
Com a elevação à diocese em 29 de dezembro de 1998, foi nomeado Bispo de Montelíbano. Em 31 de outubro de 2001, o Papa o nomeou Bispo de Montería. Em 16 de julho de 2011, Bento XVI o nomeou Bispo de Cúcuta e empossado em 10 de setembro do mesmo ano.
O Papa Francisco aceitou sua renúncia antecipada em 24 de julho de 2015.